# Flugplatz Gryźliny

i8
i11
i13
Der Flugplatz Gryźliny ist ein Flugplatz nahe Gryźliny in der polnischen Woiwodschaft Ermland-Masuren (ehemals deutsch Grieslienen in Ostpreußen). Er war von 1939 bis 1945 als Fliegerhorst Grieslienen ein Fliegerhorst der Luftwaffe der Wehrmacht.

## Geschichte
Der Fliegerhorst war im September 1939, bei Beginn des Überfalls auf Polen erstmals belegt. Eine Fläche mit Grasuntergrund diente als Start- und Landebahn. Die wenigen Einrichtungen waren einfach gehalten. Es existierte nur ein Hangar und wenige Werkstätten. Von Oktober 1941 bis Juni 1942 befand sich zudem die BFS 3 (Blindflugschule) hier. Die folgende Tabelle zeigt eine Auflistung ausgesuchter fliegender aktiver Einheiten (ohne Schul- und Ergänzungsverbände) die hier zwischen 1939 und 1944 stationiert waren.
| Von            | Bis            | Einheit                                                     | Ausrüstung         |
| -------------- | -------------- | ----------------------------------------------------------- | ------------------ |
| September 1939 | September 1939 | I./StG. 1 (I. Gruppe des Sturzkampfgeschwaders 1)           | Junkers Ju 87B     |
| September 1939 | September 1939 | IV.(Stuka)/LG 1 (IV. (Stuka-) Gruppe des Lehrgeschwaders 1) | Junkers Ju 87B     |
| Juli 1943      | November 1943  | I./KG 77 (I. Gruppe des Kampfgeschwaders 77)                | Junkers Ju 88A-4   |
| März 1944      | Juni 1944      | III./KG 3                                                   | Heinkel He 111H-16 |

Im Winter 1945/1945 wurde das Areal zum Operationsgebiet der sowjetischen 2. Luftarmee und am 21. Januar 1945 von Einheiten der 1. Weißrussischen Front besetzt. Anschließend diente der Platz Grieslienen bis kurz vor Kriegsende als Einsatzbasis der sowjetischen Luftstreitkräfte und wurde danach aufgegeben.
| Von         | Bis         | Einheit                                  | Ausrüstung     |
| ----------- | ----------- | ---------------------------------------- | -------------- |
| Anfang 1945 | Anfang 1945 | 42. Gw IAP (Gardejagdfliegerregiment)    | Jakowlew Jak-9 |
| März 1945   | April 1945  | 125. Gw BAP (Gardebombenfliegerregiment) | Petljakow Pe-2 |
| März 1945   | April 1945  | 6. DBAP (Fernbombenfliegerregiment)      | Tupolew Tu-2   |

Seit 1945 heißt der Ort Gryźliny und liegt in der polnischen Woiwodschaft Ermland-Masuren. Der Flugplatz ist seit 2003 wieder für Sportflugzeuge in Betrieb. Im Oktober 2019 wurde hier ein Luftrettungsstützpunkt eröffnet. Der Rettungsdienst bedient von hier aus fast die gesamt Woiwodschaft, ist nach modernsten Standards eingerichtet und somit fähig, innerhalb von drei Minuten startklar zu sein.